# Aeroporto de Bom Despacho
O Aeroporto de Bom Despacho é um aeroporto de tamanho médio que serve a Microrregião de Bom Despacho. O Aeroporto começou as operações em 2011.

## História
O Aeroporto começou as operações em 2011, servindo como aeroclube.Após uma série de obras que ampliaram a pista para cumprir as regras de segurança da Agência Nacional de Aviação Civil,o aeroporto foi homologado em 1 de agosto de 2017.

## Informações úteis sobre o aeroporto
- Aprovação do Plano de Proteção do Aeródromo